# Steenkoolmijn van Houthalen
De Steenkoolmijn van Houthalen was een van de zeven mijnen van het Kempens steenkoolbekken. Deze Kempense mijnzetel was gevestigd in de huidige deelgemeente Houthalen van de Belgische gemeente Houthalen-Helchteren. Het was de mijn die het laatst begon met steenkoolproductie.

## De beginfase
In 1902 werd er een controleboring uitgevoerd te Houthalen door een groep geleid door André Dumont waarbij bleek dat er ook hier steenkool aanwezig was.
De concessie Houthalen, 3250 hectare groot, werd op 6 november 1911 bij Koninklijk Besluit toegekend aan drie maatschappijen. In 1919 kochten zij ongeveer 100 hectare grond in Meulenberg, nu een wijk van Houthalen. Zij stonden hun recht om steenkool uit te baten af aan de S.A. Charbonnages de Houthalen waarvan de Société Générale de Belgique de grootste aandeelhouder was.
Er werd verder gezocht naar de definitieve zetelplaats. Uiteindelijk koos men voor de aanleg van de uitbatingsplaats op een terrein langs de Grote Steenweg. Speculerende grondeigenaars dwongen de maatschappij om de gronden via gedwongen onteigening te verwerven. De eigenaars kregen 15.000 BEF (€ 371,84) per hectare. In 1927 konden de concessiehouders definitief met de werkzaamheden van start gaan.
De geiteboeren keken schuin naar het nijvere gedoe van naarstige handen die goniometer en theodoliet hanteerden. Ze spuwden niet begrijpend ver voor zich uit toen de boortorens opgesteld werden en scharrelden oogpinkend, met hun pijpensteel achter de oren, bij het aanschouwen van zoveel verzamelde onnozelheid: kolen zoeken tussen zulk scherp zand, dat, met alle goede wil bij elkaar nog geen fatsoenlijke radijs gevormd kon krijgen. (Uit Uilenspiegel, 1949, 4)
In 1927 verrezen twee houten boortorens, die tussen 1937 en 1939 vervangen werden door twee stalen schachtbokken van 71 m hoog. Tussen 1934 en 1936 lagen de werken stil als gevolg van de slechte economische toestand en gebrek aan kapitaal.
Na een kapitaalsverhoging konden de werkzaamheden weer worden voortgezet. Ook hier koos men voor de bevriezing van de ondergrond om de schachten te kunnen afdiepen. Hoofdingenieur en technisch directeur Achille Ampe, een oud-leerling van André Dumont, ontwikkelde een bevriezingsmethode in één fase die sneller verliep dan die die in andere Limburgse mijnen werd toegepast. In februari 1939 werd de eerste steenkool naar boven gehaald. Ampe was de eerste Vlaamse directeur van deze mijn (van 1942 tot aan zijn dood in 1943).

## Vanaf de jaren veertig

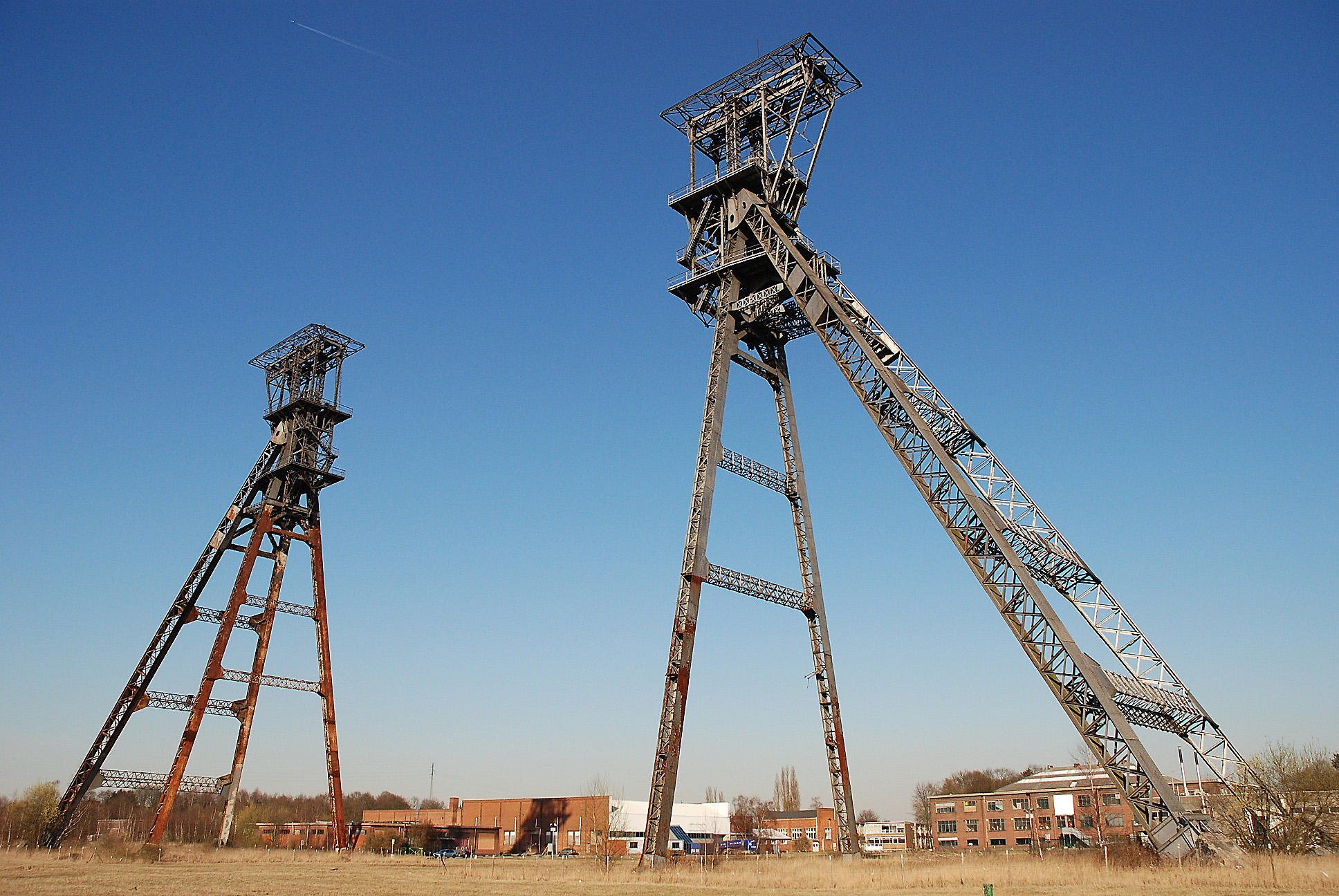
De schachtbokken met achteraan het administratiegebouw

Iedere mijnschacht was voorzien van een lift (kooi) met zes vloeren die 74 personen kon vervoeren of twee kolenwagens per vloer die tezamen 12 ton steenkool en stenen naar boven brachten.
In 1941 werkten 1872 arbeiders ondergronds, 604 bovengronds. 80 bedienden en 7 ingenieurs brachten het totaal aantal tewerkgestelden op 2563. Tijdens de Tweede Wereldoorlog trachtten de Duitsers via het tewerkstellen van Russische krijgsgevangenen de steenkoolproductie op peil te houden. In Houthalen werkten in augustus 1944 407 Russen. Hun rendement lag laag als gevolg van het taalprobleem, hun onervarenheid en slechte lichamelijke toestand door ondervoeding. Ze waren ondergebracht in 8 barakken van 34 m bij 6 m.
Na de oorlog werkten, op last van maatregelen van Achiel Van Acker, op 31 december 1945 1135 Duitse krijgsgevangenen in de Houthalense mijn. In april 1946 ontdekte men een op 2 m na afgewerkte onderaardse gang (elektrisch verlicht) die ze hadden gegraven om het kamp te ontvluchten. Op 31 december 1946 werkten 222 veroordeelde collaborateurs in de Houthalense mijn.
In 1949 stelde men vast dat de mijnterril in beweging begon te komen. Sommige dagen wandelde de terril enkele meters ver. Een huis moest worden geëvacueerd en werd even later bedolven. Ook de verbindingsweg tussen Zonhoven en Houthalen werd bedreigd. De terril was te hoog in verhouding met zijn grondoppervlak.

## De gouden jaren en de fusie
De steenkoolproductie ging na de oorlog in stijgende lijn. Ze bedroeg per jaar, in ton:
- 1940: 329.000
- 1950: 866.900
- 1956: 1.281.000 (topjaar)

Vanaf 1951 leverde een elektriciteitscentrale stroom. Ze was voorzien van drie koeltorens.
De neergang van de mijn begon vanaf 1958 toen de steenkoolcrisis uitbrak. De vraag naar vette steenkool verminderde omdat steeds minder machines deze steenkool nodig hadden. Petroleum verving meer en meer de oude energiebron en de invoer van goedkope Amerikaanse en Poolse steenkool bracht de mijnen in de Kempen nog meer in de verdrukking. Houthalen kampte met nog bijkomende problemen zoals een gebrek aan steenkoolreserves en technische uitrusting. Steenstofbestrijding en gasopvang waren dan weer op topniveau. Na 1956 ging de productie in dalende lijn:
- 1960: 999.500
- 1964: 440.220 (tot 30.06.1964, datum van fusie)

In 1961 sloot de balans af met een verlies van 36 miljoen BEF (€ 892.417). De Belgische regering stelde een saneringsplan op dat rekening hield met besluiten, getroffen door de EGKS. Die voorzagen in de sluiting van verlieslatende mijnen. In 1962 hakte men de knoop door, een beslissing die nog een tijdlang geheim bleef.
De mijn werd midden 1964 met de steenkoolmijn van Zolder gefusioneerd. Men legde in 1965 en 1978 ondergrondse verbindingen aan. Steenkool van Houthalen werd in Zolder bovengehaald, de schachten in Houthalen zorgden voor materiaalaanvoer, ventilatie en het ophalen van steenafval. Het personeel daalde voor het overgrote deel in Houthalen af.
De sluiting van de mijn van Zolder in 1992 betekende ook het einde voor Houthalen.

## De gevolgen voor de gemeente
Houthalen was op alle vlakken aangewezen op de mijn. Door de sluiting daalden de gemeente-inkomsten met 4 miljoen BEF (€ 99,18) in 1966 en werd ze voor het eerst verlieslatend. Sociale, culturele en sportieve organisaties kregen het moeilijk door het verdwijnen van de financiële steun van de mijn.
Vanaf 1973 werden de gronden en wegen van de mijn door de gemeente aangekocht. Het casino, het kinderheil, de terril en de Tenhaagdoornheide werden ook gemeentelijk bezit, samen met het klooster, de pastorij en de kapelanij. In 1994 en 1997 sloopte de gemeente een aantal gebouwen. Enkel de schachtbokken die men plaatselijk bellefleurs (mooie bloemen) noemt en het hoofdgebouw staan anno 2009 nog overeind.
In 2012 opende een nieuw administratief centrum (NAC) op de site, waarin tal van gemeentelijke diensten gehuisvest zijn. Ook werd de vroegere hoofdzetel van de mijn omgevormd tot een incubator voor groene bedrijven, Greenville.